# 슈퍼맨 대 엘리트
《슈퍼맨 대 엘리트》(영어: Superman vs. The Elite)는 슈퍼맨을 소재로 한 2012년 애니메이션 영화이다. 조 켈리가 쓴 《액션 코믹스》 #775 스토리아크 "자유, 정의, 미국적 방식이 우스운가?"를 기반으로 켈리 본인이 직접 각본을 쓰고 마이클 창이 연출했다.

## 출연진
- 조지 뉴번 - 클라크 켄트 / 칼-엘 / 슈퍼맨
  - DJ 프라이스 - 어린 아서
- 폴리 페럿 - 로이스 레인
- 로빈 앳킨 다운스 - 맨체스터 블랙
  - 그레이 딜라일 - 어린 맨체스터 블랙
- 카테로 콜베어 - 네이선 존스 / 콜드캐스트
- 멀리사 디즈니 - 미내저리
- 앤드루 기시노 - 햇
- 디 브래들리 베이커 - 아토믹 스컬/ 조지프 마틴
- 오지 뱅크스 - 테런스 백스터
- 폴 아이딩 - 켄트 부모
- 트로이 에번스 - 푼디트
- 제니퍼 헤일 - 꼬마아이
- 데이비드 코프먼 - 지미 올슨
- 패멀라 코시 - 애비게일
- 제프 러펜시 - 폴링맨
- 마셀라 렌츠포프 - 베라 블랙
  - 타라 스트롱 - 어린 베라
- 데이브 B. 미첼 - 쇼크트루퍼
- 수말리 몬타노, 러레인 뉴먼 - 뉴스캐스터
- 놀런 노스 - 포콜리스탄 대사
- 헨리 시먼스 - 에프레인 백스터
- 스티븐 스탠턴 - 비알리아 대사, 맨체스터 블랙의 아버지
- 프레드 태터쇼어 - 페리 화이트